# Heterotis (ryby)
Heterotis (Heterotis niloticus) – gatunek słodkowodnej ryby kostnojęzykokształtnej, jedyny przedstawiciel rodzaju Heterotis i jeden z pięciu współcześnie żyjących przedstawicieli rodziny Arapaimidae. Pozostałymi są arapaimy. Heterotis jest przez akwarystów nazywany arowaną zachodnioafrykańską – nazwa ta nawiązuje do pokrewieństwa z arowanami z rodziny kostnojęzykowych (Osteoglossidae), do której heterotis i arapaimy były wcześniej zaliczane.

## Występowanie
Naturalny zasięg występowania tego gatunku obejmuje rzeki i jeziora na afrykańskich sawannach od Etiopii po Senegal, zlewisko jeziora Czad oraz Jezioro Rudolfa (Turkana). Z powodzeniem został introdukowany w wielu innych regionach Afryki. W niektórych krajach stwierdzono negatywny wpływ jego introdukcji na środowisko.

## Cechy morfologiczne
Ciało heterotisa jest mocno bocznie spłaszczone, wydłużone, osłonięte mocnymi i dużymi łuskami (34–40 łusek w linii bocznej). Głowa dość krótka. Wąsiki nie występują. Wargi są grube. Krawędź pokrywy skrzelowej osłania skórny płat. Płetwa grzbietowa jest przesunięta w stronę ogona, położona nad płetwą odbytową. Płetwy te są długie – kończą się w pobliżu płetwy ogonowej.  Pęcherz pławny funkcjonuje jako pomocniczy narząd oddechowy. Ubarwienie jednolicie szare lub brązowe, w okresie rozrodu ciemniejsze. W tylnej części ciała młodych osobników spotyka się ciemne podłużne pasma i łuski z owalnymi plamami.
Opis płetw: D 32–37, A 34–39, P 11–12, V 6, C 15. Liczba kręgów: 66–69
Unikalną cechą budowy heterotisa jest spiralny organ nadskrzelowy (ang. epibranchial lub suprabranchial organ), który pomaga w koncentracji i połykaniu pokarmu odfiltrowywanego z wody. Pełni też funkcje sensoryczne. U larw i narybku występują skrzela zewnętrzne.
Największe osobniki dorastają do około 100 cm długości, osiągając przy tym około 10 kg masy ciała.

## Biologia i ekologia
Heterotis niloticus przebywa w strefie otwartej wody oraz w wodach przybrzeżnych. Na okres rozrodu przemieszcza się na zabagnione rozlewiska. Żywi się różnorodnym pokarmem, głównie nasionami oraz planktonem roślinnym i zwierzęcym odfiltrowywanym z mułu i wody. 
Pary przystępujące do tarła budują z roślin wodnych okrągłe gniazdo o średnicy sięgającej 1 m i głębokości 20–60 cm. Obramowaniem gniazda jest wysoka ściana utworzona z fragmentów roślin, mierząca około 15–20 cm grubości, wystająca ponad powierzchnię wody. Jego dnem jest czysta platforma z gliny i błota. Po akcie tarła w gnieździe złożona zostaje ikra, a rodzice wydostają się na zewnątrz przez pozostawiony w ścianie otwór, a następnie pilnują jaj. Larwy wykluwają się po kilku (2–5) dniach od złożenia jaj, wydostają się z gniazda przez otwór i pozostają pod opieką samca. W odróżnieniu od arowan (Osteoglossidae) heterotis nie jest pyszczakiem – nie inkubuje ikry w pysku ani nie chroni w nim narybku. Opieka nad potomstwem u tego gatunku ogranicza się do ochrony gniazd i larw.

## Znaczenie gospodarcze
Heterotis jest poławiany komercyjnie dla celów konsumpcyjnych. Dobrze radzi sobie w wodach o niskiej zawartości tlenu, co – obok szybkiego wzrostu – przyczyniło się do rozpowszechnienia go w akwakulturze. Uciekinierzy z hodowli tworzą w warunkach naturalnych stabilne populacje, stanowiące podstawę dla rybołówstwa. 
Gatunek ten stanowi przedmiot handlu dla potrzeb akwarystyki. Spotykany jest zazwyczaj w akwariach publicznych, ze względu na osiągane rozmiary nie nadaje się do mniejszych akwariów domowych.